# 普比亞山
普比亞山，是老撾最高的山峰，海拔2,819（9,249英尺），位於安南山脈，向南延伸至川壙高原。由於海拔高，氣候寒冷，山區周圍經常多雲。

## 歷史
雖然幾十年來沒有報導過降雪，但據記載，在20世紀初期，積雪偶爾也會降到最高點。
1970年4月10日，一架美國航空C-130運輸機在山中墜毀。
由於該地區偏遠被叢林覆蓋，在20世紀70年代一批分中情局支持的苗族游擊隊士兵（約60000人）使用作為避難場所。據報導，在2006年該地區仍有苗族藏身處。
因為該地屬受限制的軍事區域和大量未爆炸的彈藥，使該地難以進入，截至2008年7月，已有30多年沒有外國旅客攀登。